# Ventrispina otagoensis
Ventrispina otagoensis är en insektsart som först beskrevs av Brittin 1938.  
Ventrispina otagoensis ingår i släktet Ventrispina och familjen ullsköldlöss. Inga underarter finns listade i Catalogue of Life.